# Minuskel 565
Minuskel 565 (auch Codex der Kaiserin Theodora, 565 in der Nummerierung nach Gregory-Aland, von Soden ε 93) ist eine griechische Minuskelhandschrift der vier Evangelien des Neuen Testaments. Sie wurde paläographisch auf das 9. Jahrhundert datiert. Die Handschrift besteht aus 405 purpurgefärbten Pergamentblättern im Format 17,6 cm × 19,2 cm, die einspaltig in 19 Zeilen mit goldener Tinte beschrieben sind.
Sie enthält Kapiteleinteilungen mit den Ziffern am Rand und Titeln über dem Text. Die Eusebischen Kanontabellen wurden später hinzugefügt.
Die Handschrift kam 1829 vom Gebiet am Schwarzen Meer nach Sankt Petersburg. Heute befindet sie sich in der dortigen Russischen Nationalbibliothek, Signatur Gr. 53.